# Matías Suárez
Pour les articles homonymes, voir Suárez.
Ne pas confondre avec le footballeur uruguayen Mathías Suárez.
Matías Ezequiel Suárez, né le 9 mai 1988 à La Falda (Argentine), est un footballeur international argentin évoluant au poste d’attaquant. Il joue actuellement au CA Belgrano.
Il est naturalisé belge en 2014.

## Biographie
Durant la saison 2008-2009 il ne joue beaucoup de matchs à cause de la forte concurrence à RSC Anderlecht au poste d'avant-centre : Nicolas Frutos, Dimitri Bulykin, Tom De Sutter et Stanislav Vlcek.
Il joue ses premières minutes face au BATE Borisov en coupe d'Europe et face au KVC Westerlo en championnat (22/11/2008).
Il marque son premier but en  Supercoupe contre le Standard de Liège. Son premier but en championnat est inscrit le 21 mars face au Germinal Beerschot (victoire 2-0).
Début 2009-2010, il marque face à l'Olympique lyonnais (défaite 5-1) lors du 3e tour préliminaire de la ligue des champions à Gerland ainsi qu'au match retour (défaite 1-3). Il est la révélation mauve du début de saison, marquant notamment un superbe but face au KVC Westerlo, d'une frappe à distance en pleine lucarne ! Par contre, une fois l'hiver venu et les températures plus froides, Matias Suarez a tendance a moins se mettre en avant sur les pelouses mais retrouve son niveau comme lors des importants Play-offs pour le titre. Il inscrit d'ailleurs un des deux buts face au Club de Bruges, permettant ainsi aux Bruxellois de fêter le titre.
Lors du début de saison 2010-2011, Anderlecht est proche d'atteindre les poules de la Ligue des champions mais échoue lors d'une lamentable et mémorable séance de tirs au but face au Partizan Belgrade. Lors de cette séance, trois Anderlechtois shootent au-dessus du but, Matias en fait partie.
En championnat, par contre, il est beaucoup plus efficace : il réalise un doublé lors de la première journée de championnat, face à l'AS Eupen. Malgré cela, Matias n'a plus vraiment le sens du but et il perd progressivement sa place sur le flanc au profit de Jonathan Legear. Son rôle de remplaçant ne lui plait guère et il annonce début février qu'il se verrait bien quitter la capitale belge si sa situation n'évolue pas d'ici la fin de saison[réf. nécessaire]. Quelques jours plus tard, il est titulaire face à Saint-Trond VV et il est l'homme du match, sauvant une balle sur la ligne et marquant un but.
Le 15 septembre 2011, il inscrit trois buts en phase de groupe de la Ligue Europa 2011-2012 lors d'une victoire à domicile 4 à 1 contre l'AEK Athènes, dont le deuxième après une série de dribbles ponctuée d'une lucarne.
Lors des autres rencontres de poules, il fait aussi parler la poudre, que ce soit face au Lokomotiv Moscou ou face à Sturm Graz. Au total, il met 7 goals lors de ces 6 matchs, égalant ainsi le record de la compétition détenu par Falcao (FC Porto). Forcément, avec un tel bilan, il est le meilleur buteur de la compétition à cette période de l'année.
En championnat, il fait aussi parler sa classe. Il marque des buts aussi splendides qu'importants, tout en donnant de nombreux assists agrémentés de gestes époustouflants.
Parmi ses victimes, le FC Malines (une frappe à distance à l'aller, un goal 'jusqu'au-boutiste' au retour), le Sporting Lokeren (un slalom à la Maradona, victoire 0-1), le KAA Gand (pénalty en deux temps), les ennemis d'Anderlecht que sont le Standard de Liège et le FC Bruges face auxquels il évite le gardien, ou encore le champion en titre, le Racing Genk, face à qui il marque d'une somptueuse frappe lobbée qui retombe dans la lucarne, une tentative qui ne lui a pas souri en 1/16 de finales de la Ligue Europa puisque face à l'AZ Alkmaar il a trouvé le poteau.
Il est élu Soulier d'or belge 2011 et Footballeur Pro de l'année de la saison 2011-2012.
Le 6 aout 2012, l'un de ses managers déclare dans la presse que Matias Suarez étudie la possibilité d'introduire une demande de naturalisation afin de pouvoir évoluer avec l'équipe nationale belge. En janvier 2014, il reçoit son passeport belge et donc obtient la double nationalité,.
Malheureusement, juste après le duel de Ligue des champions face au PSG (novembre 2013), il se blessa assez gravement. Sa saison 2013-2014 se termina aussi sec.
En juillet 2016, Suárez revient au Belgrano.
Le 25 janvier 2019, le TAS condamne Suárez à payer 1,4 million d'euros à RSC Anderlecht pour avoir rompu illégalement son contrat. Deux jours plus tard le club argentin River Plate présente Suárez comme nouvel attaquant. Le club a payé 2,6 millions d'euros et l'attaquant avait signé pour trois saisons.
Suárez est convoqué en mars 2019 en équipe d’Argentine. Il honore sa première sélection le 22 mars contre le Venezuela mais les Argentins sont défaits 3-0. Quatre jours plus tard, Suárez délivre une passe décisive pour Ángel Correa qui offre la victoire face au Maroc.

## Palmarès
- Champion de Belgique avec le RSC Anderlecht en 2010, 2012, 2013 et 2014.
- Vainqueur de la Supercoupe de Belgique  avec le RSC Anderlecht en 2010, 2013 et 2014.

## Distinctions personnelles
- Élu Soulier d'or belge en 2011
- Élu Footballeur Pro de l'année en 2011-2012